# 캄피오나토 삼마리네세

캄피오나토 삼마리네세(이탈리아어: Campionato Sammarinese)는 산마리노의 축구 리그이다. 1985-1986년 시즌부터 시작되었다. 유럽 축구 연맹 (UEFA) 1부 리그에 속한다.
1996년 이전까지는 두 개의 리그가 있었다. '세리에 A1', '세리에 A2'가 존재하여 승강 시스템을 실시하였다. 그러나 2부 리그에서 승격한 팀 역시 챔피언십 플레이오프에 참가할 수 있었다. 2019-20 시즌 까지는 참가 구단을 두 개의 조로 나누고, 각 조의 상위 세 구단은 결선에서 맞붙어 최종 우승 구단을 정하는 방식이었으나, 2020년부터는 단일 조로 진행하며 상위 네 구단은 결선으로 직행하고, 5~12위 구단은 결선 진출권 네 장을 놓고 플레이오프를 겨루며, 결선에서 최종 승리 구단이 산 마리노 챔피언 타이틀과 더불어 UEFA 챔피언스리그 1차 예선에 나갈 수 있는 기회가 주어진다. 코파 티타노 우승 팀은 UEFA 유로파리그 1차 예선에 나가게 된다.

## 구장
산마리노의 축구단은 홈그라운드전을 치르지 않으며 애초에 홈 구장이 없다. 대신 매 경기마다 무작위로 구장을 택하는데, 쓰이는 경기장은 다음과 같다.
- 도가나 경기장 (세라발레에 위치)
- 피오렌티노 경기장
- 폰테델로보 경기장 (도마냐노에 위치)
- 세라발레 B 경기장
- 도마냐노 경기장

여기에 가끔씩 세라발레에 있는 스타디오 올림피코 구장을 쓰기도 한다. 애초에 산마리노에 구장이 몇 안되기 때문에 축구 경기는 일주일에 이틀씩만 치러지며 주로 토요일과 일요일에 한다. 플레이오프 결승전이나 유럽 평가전은 스타디오 올림피코에서만 치러진다.

## 현재 참가 구단
- 도마냐노
- 파에타노
- 폴고레/팔차노
- 유베네스/도가나
- 라 피오리타
- 무라타
- 펜나로사
- 트레 피오리
- 카일룬고
- 코스모스
- 피오렌티노
- 리베르타스
- 산 조반니
- 트레 펜네
- 비르투스

## 같이 보기
- 축구 대회 목록